# Génesis 1:1
Génesis 1:1 es el primer versículo del primer capítulo en el Libro del Génesis en la Biblia y forma la apertura de la narración de la creación del Génesis.

## Texto hebreo
En el texto masorético, el versículo consta de 7 palabras y 28 letras, tal y como sigue:
- Vocalizado: בְּרֵאשִׁית בָּרָא אֱלֹהִים אֵת הַשָּׁמַיִם וְאֵת הָאָרֶץ
- Transliterado: Bereshit bara Elohim et hashamayim ve'et ha'aretz.

La primera palabra es b'reishit o bereishit (בְּרֵאשִׁית). El artículo definido (es decir, el equivalente hebreo de «el») falta, pero está implícito. La palabra completa literalmente significa «en [el] principio [de]». La misma construcción se encuentra en otras partes de la Biblia hebrea, que generalmente tratan sobre el comienzo de un reinado.
La segunda palabra es el verbo hebreo bara (בָּרָא) ([él] creó/crear), Está en la forma masculina, por lo que «él» está implícito. Una peculiaridad de este verbo es que siempre se usa con Dios como su sujeto, lo que significa que solo Dios puede «bara»; es el verbo característico de la actividad creadora de Dios en Génesis 1. «Bara» también es utilizado en Génesis 2:3-4. John Walton afirma que el significado de «bara» no es «crear» en el sentido moderno, sino para diferenciar/separar y asignar roles, por ejemplo, en la creación de Adán y Eva, Dios asigna los roles de género a «varón y hembra».
Elohim (אֱלֹהִים) es el nombre genérico de Dios, ya sea el Dios de Israel o los dioses de otras naciones. Se usa a lo largo de Génesis 1, y contrasta con la frase YHWH Elohim, «YHWH Dios», presentada en Génesis 2.
Et (אֵת) es una partícula utilizada frente al objeto directo de un verbo; en este caso, indica que «los cielos y la tierra» es lo que se está creando. La palabra ha, que precede a shamayim (cielos) y aretz (tierra) es el artículo definido, equivalente a los artículos «el/la».

## Traducción

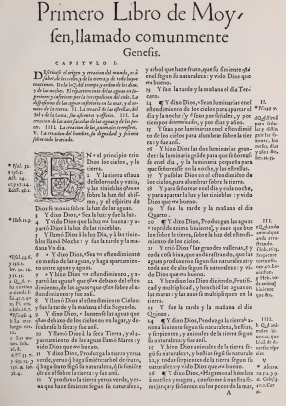
Génesis 1, en la traducción de la Biblia al español por Casiodoro de Reina (1569), también llamada Biblia del Oso.

Génesis 1:1-2 se puede traducir al menos de tres maneras:
1. Como una declaración de que el cosmos tuvo un comienzo absoluto (En el principio creó Dios los cielos y la tierra).
2. Como una declaración que describe la condición del mundo cuando Dios comenzó a crear (Cuando en el principio creó Dios los cielos y la tierra, la tierra era indomable e informe).
3. Tomando todo Génesis 1:2 como información de fondo (Cuando en el principio creó Dios los cielos y la tierra, siendo la tierra indomable e informe, Dios dijo: ¡Hágase la luz!).[3]

La idea de que Dios creó el universo de la nada (creatio ex nihilo) se ha vuelto fundamental para el judaísmo, el cristianismo y el islam, pero la mayoría de eruditos considera que no se encuentra directamente en Génesis, ni en toda la Biblia hebrea, y no es la opción preferida. Los autores sacerdotales de Génesis 1, que escribieron alrededor de 500-400 a. C., no se preocuparon por los orígenes de la materia (el material que Dios formó en el cosmos habitable), sino por la fijación de los destinos. Aun así, algunos eruditos no están de acuerdo con la idea de que Génesis 1: 1 no se puede entender en un sentido causal, especialmente en Europa.

### Comentarios
Tres cosas se afirman en estas primeras palabras de la Escritura: el Dios eterno ha dado principio a todo lo que existe fuera de Él. Sólo Él es creador (el verbo “crear” —en hebreo bará— tiene siempre por sujeto a Dios). La totalidad de lo que existe (expresada por la fórmula “el cielo y la tierra”) depende de Aquel que le da el ser.

Este texto ofrece una profunda reflexión teológica sobre el acto de la creación según la visión cristiana, destacando el carácter único de Dios como Creador y su obra como manifestación del amor y la sabiduría divina. Se exponen varias ideas fundamentales que vale la pena desglosar y considerar más a fondo:
- El comienzo del tiempo y la historia: La frase "En el principio" marca no solo el inicio de la creación sino también el punto de partida del tiempo y la historia, que progresan hacia un objetivo final. Este destino culminará en "un cielo nuevo y una tierra nueva", tal como se describe en el Apocalipsis (Ap 21,1). Esta visión teleológica conecta el principio y el final de la historia bajo la soberanía de Dios.
- La creación como obra de la Trinidad: A través de la luz del Nuevo Testamento, se comprende que la creación no es un acto aislado, sino que involucra a las tres Personas de la Santísima Trinidad: el Padre, el Hijo (el Verbo eterno) y el Espíritu Santo como vínculo de amor. Esto resalta que la huella divina está presente en toda la creación, especialmente en el ser humano, creado "a imagen y semejanza de Dios".[8]

- La unicidad de la acción creadora de Dios: La Biblia introduce una concepción revolucionaria de la creación en comparación con los relatos míticos de otras religiones del antiguo Oriente Próximo. Mientras estas tradiciones hablaban de un origen basado en materia preexistente, la Biblia afirma que Dios creó todo "de la nada" (ex nihilo). Esta noción subraya la omnipotencia divina y el hecho de que la creación es un acto exclusivo de Dios, imposible de replicar por el hombre, quien solo puede transformar lo existente.

- La dimensión salvífica del poder creador de Dios: Más allá de la creación física, el poder creador de Dios también se manifiesta en la regeneración espiritual y la redención. Este poder puede transformar el corazón del pecador (Sal 51,12), resucitar a los muertos y dar la luz de la fe a los que viven en la ignorancia (2 Co 4,6). Este aspecto vincula la creación original con la obra redentora de Dios.

- Motivación divina en la creación: Dios crea movido por su amor y sabiduría, no por necesidad. Su propósito es comunicar su bondad y manifestar su gloria. La creación, por tanto, es un acto de generosidad divina, una expresión de su deseo de compartir su ser con sus criaturas.

[El mundo, por tanto], «no es producto de una necesidad cualquiera, de un destino ciego o del azar. Creemos que procede de la voluntad libre de Dios que ha querido hacer participar a las criaturas de su ser, de su sabiduría y de su bondad» 

La expresión «el cielo y la tierra» significa todo lo que existe. La tierra es el mundo de los hombres, mientras que el cielo —o los cielos— puede designar tanto el firmamento como el mundo divino, el «lugar» propio de Dios, su gloria, y el conjunto de criaturas espirituales: los ángeles.

## Apéndice
| Traducción                    | Texto                                                            |
| ----------------------------- | ---------------------------------------------------------------- |
| Reina-Valera                  | En el principio creó Dios los cielos y la tierra.                |
| La Biblia de las Américas     | En el principio creó Dios los cielos y la tierra.                |
| La Biblia del Siglo de Oro    | En el principio creó Dios los cielos y la tierra.                |
| Nueva Versión Internacional   | Dios, en el principio, creó los cielos y la tierra.              |
| Nueva Traducción Viviente     | En el principio, Dios creó los cielos y la tierra.               |
| La Palabra (España)           | Cuando Dios, en el principio, creó los cielos y la tierra,       |
| La Palabra (Hispanoamérica)   | Cuando Dios, en el principio, creó los cielos y la tierra,       |
| La Torá                       | En el comienzo de la creación de Dios de los Cielos y la Tierra, |
| Biblia de Jerusalén           | En el principio creó Dios los cielos y la tierra.                |
| Biblia Latinoamericana        | En el principio, cuando Dios creó los cielos y la tierra,        |
| El Libro del Pueblo de Dios   | Al principio Dios creó el cielo y la tierra.                     |
| Dios Habla Hoy                | En el comienzo de todo, Dios creó el cielo y la tierra.          |
| Traducción en Lenguaje Actual | Cuando Dios comenzó a crear el cielo y la tierra,                |

## Lectura adicional
- Curzon, David. Modern poems on the Bible: an anthology. Phila: Jewish Publication Society, 1994.
- Traducción completa de Rashi sobre Génesis 1:1
- "Genesis 1:1." Online Parallel Bible.
- Jewish Publication Society. The Torah: The Five Books of Moses (3rd ed). Philadelphia: 1999.
- Kselman, John S. “Genesis” in Harper’s Bible Dictionary.
- Rosenbaum and Silberman. Pentateuch with Rashi’s Commentary.
- The Oxford Annotated Bible with the Apocrypha
- Torat Chaim Chumash. Mossad HaRav Kook. 1986
- Urbach, Ephraim E. The Sages: the world and wisdom of the rabbis of the Talmud.
- Von Rad, Gerhard. Genesis: A commentary. Phila: The Westminster Press, 1972
- Génesis 1:1 Consulta en varias versiones de la biblia.

- Datos: Q4101743